# Serpusia opacula
Serpusia opacula är en insektsart som beskrevs av Karsch 1891. Serpusia opacula ingår i släktet Serpusia och familjen gräshoppor. Inga underarter finns listade i Catalogue of Life.